# Hamama
 (janvier 2021).
Si vous disposez d'ouvrages ou d'articles de référence ou si vous connaissez des sites web de qualité traitant du thème abordé ici, merci de compléter l'article en donnant les références utiles à sa vérifiabilité et en les liant à la section « Notes et références ».
Les Hamama (arabe : الهمامة) sont une confédération de tribus arabes du Centre et du Sud-Ouest de la Tunisie.
La devise de la tribu est « Une selle et une bride et la vie sur l'Islam ».

## Géographie
Les Hamama dominaient les régions du Centre et du Sud-Ouest de la Tunisie, soit le territoire des gouvernorats actuels de Gafsa et de Sidi Bouzid, stratégique en raison de sa situation sur la route du Jérid.
Leurs membres se trouvent principalement dans les villes de Sidi Bouzid, Gafsa, Métlaoui et Sidi Ali Ben Aoun, leur capitale ayant été Sidi Bouzid.

## Histoire
Historiquement, les Hamama jouent un rôle important dans les luttes de pouvoir régionales, les beys ayant l'habitude de chercher leur l'aide pour soumettre d'autres tribus récalcitrantes. Ils jouent ainsi un rôle dans l'opposition à l'insurrection d'Ali Ben Ghedhahem en 1864, lors de laquelle ils sont considérés comme les instruments du pouvoir en opposition aux Fraichiches et aux Madjer, notamment lors des batailles de Saddaguia et de Djebel Boulehnèche. Début 1875, Kheireddine Pacha écarte tous les notables issus des Hamama des postes de responsabilité et les oblige à s'installer loin de leur région d'origine.
Comme d'autres tribus tunisiennes, les Hamama s'opposent en 1881 à la colonisation française,,. Durant cette insurrection, c’est le caïd des Ouled Redhouan, Ahmed Ben Youcef, qui dirige le mouvement. Défaits, certains d'entre eux s'exilent en Tripolitaine avant de rentrer en 1883. Après la défaite de l'armée ottomane en Libye, en 1911, d'autres partisans rentrent à Gafsa et Sidi Bouzid[réf. nécessaire].

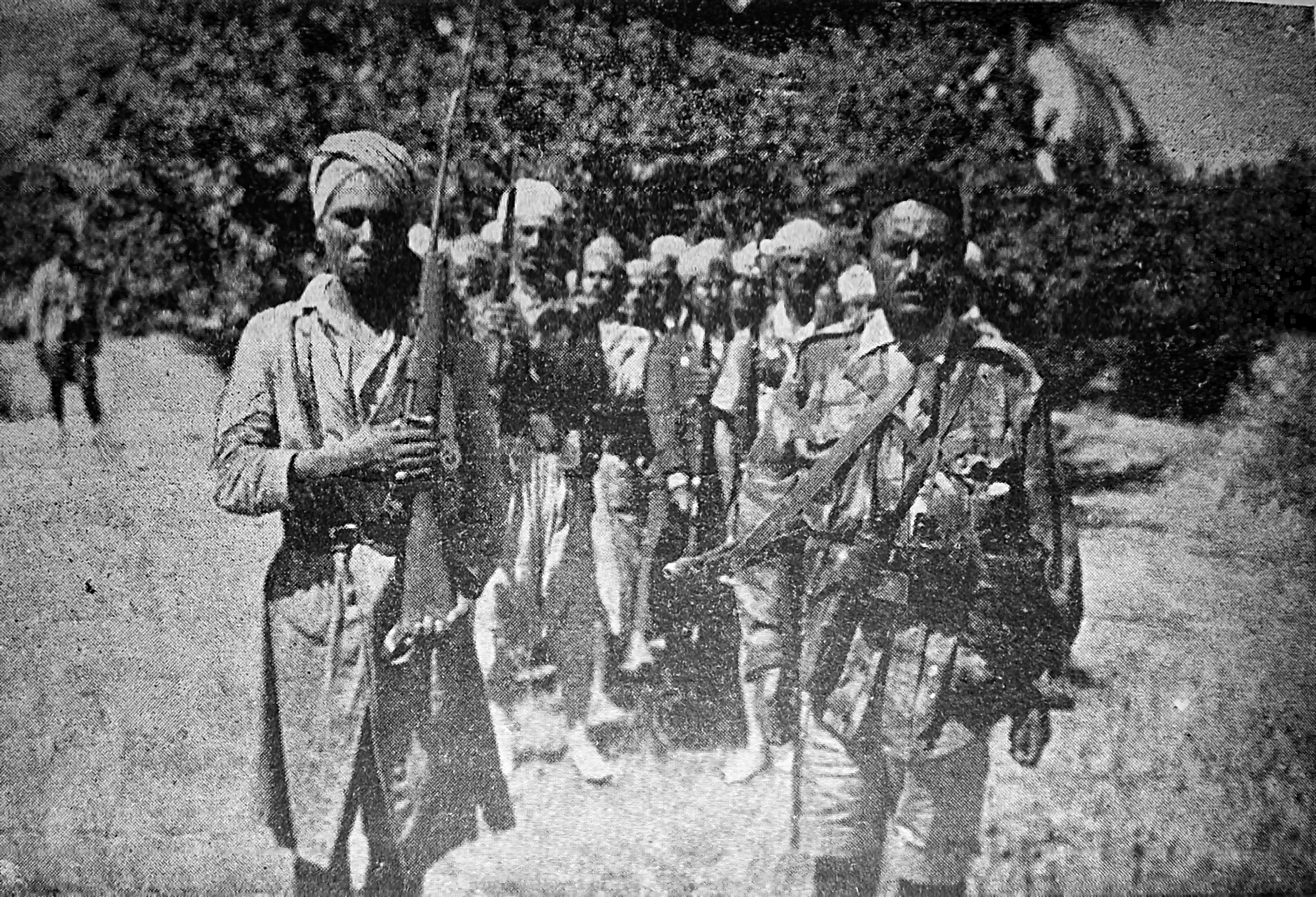
Lazhar Chraïti, leader hamama de la résistance contre le protectorat.

Ils se disputent rapidement avec les Français au sujet des impôts et comptent de nombreux commandants dans leur rang, comme Al-Bashir bin Sedira, Lazhar Chraïti, Saleh bin Abdullah et Belkacem bin al-Khask. La confédération compte par ailleurs un nombre important de martyrs pendant la colonisation[réf. nécessaire].
Après l'indépendance, la tribu est en mauvais termes avec le président Habib Bourguiba[réf. nécessaire] après que Chraïti soit exécuté pour avoir fomenté un complot contre lui. Par la suite, ils sont marginalisés sous le régime de Zine el-Abidine Ben Ali[réf. nécessaire]. L'un de ses représentants, Mohamed Bouazizi, initie par son immolation la révolution de 2011 qui le renverse.

## Démographie
Jean Ganiage estime en 1964 la population des Hamama à 50 000 individus dans la deuxième moitié du XIXe siècle (deuxième groupe du pays après les Jlass).
Elle est composée des tribus suivantes :
- Ouled Aziz ;
- Ouled Maâmar ;
- Ouled Redouan ;
- Ouled Slema.

Proches des Drid, des Ouled Aoun, des Jlass et des Naffet, elles ont aussi pour alliées les Ouerghemma. Elles ont pour rivales les Beni Zid et les Fraichiches.